# ジークフリート・ブロイアー
ジークフリート・ブロイアー（Siegfried Breuer、1906年6月24日 - 1954年2月1日）は、オーストリアの俳優。ウィーン出身。

## 出演作品
- 白夜の果てに
- 第三の男（ポペスク）